# قرة ووكر
كارا إليزابيث ووكر (بالإنجليزية: Kara Walker)‏ (ولدت في 26 نوفمبر من عام 1969)، هي رسامة أمريكية معاصرة، وفنانة سلويت (صور ظلية)، وفنانة طباعة فنية، وفنانة تنصيبية، ومنتجة سينمائية تتطرق في أفلامها إلى مواضيع العرق والنوع الاجتماعي والجنسانية والعنف والهوية الثقافية. تشتهر ووكر بصورها الظلية المصنوعة من الورق الأسود المقصوص التي يصل حجم كل منها إلى حجم غرفة بأكملها. تعيش ووكر في مدينة نيويورك، وتدرس بصورة مكثفة في جامعة كولومبيا. تقضي ووكر فترة خمس سنوات متوليةً منصب أستاذية تيبر للفنون المرئية في كلية ماسون غروس للفنون في جامعة روتجرز، وانتُخبت رئيسةً للجمعية الأمريكية للفلسفة في عام 2018.

## أعمالها ومسيرتها المهنية
تشتهر ووكر بإفريزاتها البانورامية المكونة من الصور الظلية المؤلفة بدورها من الورق المقصوص، والتي عادةً ما تكون عبارة عن شخصيات سوداء على جدار أبيض، وتتناول فيها تاريخ العبودية والعنصرية الأمريكية من خلال الصور العنيفة والمزعجة. أنتجت أيضًا أعمالًا بألوان الجواش، والألوان المائية، وفيديوهات الرسوم المتحركة، وعرائس الظل، وإسقاطات «الفانوس السحري»، بالإضافة إلى المنحوتات التنصيبية ذات المقياس الكبير كتلك التي ظهرت في معرضها العام الناجح إي سبتليتي بالاشتراك مع كرييتيف تيم في عام 2014. توضح الصور الظلية ذات اللون الأبيض والأسود الحقائق التاريخية، مع استعمالها للصور النمطية لعصر العبودية لربطها بمخاوف العصر الحديث المستمرة. يمكن تطبيق تصويرها للعنصرية الأمريكية على البلدان والثقافات الأخرى فيما يتعلق بالعلاقات بين العرق والنوع الاجتماعي، كما يذكرنا هذا التصوير بمدى قوة الفن في الوقوف بوجه الأعراف.
لقد لفتت انتباه الوسط الفني لأول مرة في عام 1994 من خلال لوحتها الجدارية مضى، رومانسية تاريخية للحرب الأهلية كما حدثت بين فخذي شابة زنجية داكنين وقلبها. حققت هذه اللوحة الجدارية المكونة من الصور الظلية -والتي تعرض الجنوب المليء بالجنس والرق قبل الحرب الأهلية- شهرةً فوريةً. أصبحت ووكر في سن السابعة والعشرين ثاني أصغر متلق لمنحة «جينيس» التابعة لمؤسسة جون دي وكاترين ت. ماكارثر، بعد الباحث الشهير في شعب المايا ديفيد ستيوارت. كان معرض مركز ووكر للفنون لعام 2007 كارا ووكر: تكملتي، ظالمي، عدوي، حبي، أول معرض للفنانة تستضيفه جميع المتاحف الأمريكية.
تأثرت ووكر بأدريان بايبر «التي استعملت هويتها كامرأة سوداء فاتحة البشرة للتخلي عن الاستخدام الخفي للعنصرية»، وبورتريهاتها الشخصية السياسية التي تناولت الأوستراكية ومفهوم الآخر و«المرور» العرقي والعنصرية، بالإضافة إلى أندي وارهول، وروبرت كوليسكوت الذي أدخل مزارعة ديكسي الكرتونية في نسخته من أكواخ الفلاحين الهولندية لفينسنت فان خوخ.

## وصلات خارجية
- الموقع الرسمي
- قرة ووكر على موقع الموسوعة البريطانية (الإنجليزية)
- قرة ووكر على موقع مونزينجر (الألمانية)
- قرة ووكر على موقع ميوزك برينز (الإنجليزية)